# Die Biene Maja – Der Kinofilm
Die Biene Maja – Der Kinofilm ist ein deutsch-australischer Animationsfilm von Alexs Stadermann nach der gleichnamigen 3D-Animationsserie. Der Kinostart in Deutschland war am 11. September 2014.
Der Film wurde in insgesamt 49 Länder verkauft.

## Handlung
Die Bienenkolonie der Klatschmohnwiese bekommt Zuwachs: Die Biene Maja ist eine der frisch geschlüpften Bienen und beginnt voller Tatendrang ihre Welt zu entdecken. Dabei hält sie sich zum Leidwesen von Frau Kassandra nicht immer an die Regeln des Bienenstocks. Sie freundet sich mit Willi an, der eine Vorliebe für das Faulenzen hat, und schließt Bekanntschaft mit dem Grashüpfer Flip.
Als das „Gelee Royale“ gestohlen wird, ein Elixier, das die Bienenkönigin am Leben hält, wird Maja beschuldigt, mit den Hornissen gemeinsame Sache gemacht zu haben. Die königliche Beraterin Gunilla hält einen Krieg gegen die Hornissen für unausweichlich, sodass Maja alles daran setzen muss, eine friedliche Lösung zu finden.

## Hintergrund
Nach der Generalüberholung der Figuren der Originalfernsehserie von 1975 für die CGI-Serie des ZDF von 2013, bei der unter anderem die Titelheldin Maja sichtlich verschlankt wurde, setzt der Kinofilm auf den neuen Look auf. Die Synchronsprecher sind jedoch nicht identisch und wurden für die Kinoauswertung durch prominente Sprecher ersetzt, etwa Jan Delay als Willi. Helene Fischer singt den Titelsong.

## Kritik
Der Filmdienst urteilt, „die aufgehübschte 3D-Computeranimation krankt an ihrer naiven Figurenzeichnung, penetrant auf jung-dynamisch getrimmten Protagonisten und einer frappanten Ideenarmut“.

## Auszeichnungen
Der Film erhielt 2015 den Bayerischen Filmpreis als bester Animationsfilm.